# Colom verdós de les Filipines
El colom verdós de les Filipines (Treron axillaris) és una espècie d'ocell de la família dels colúmbids (Columbidae) que habita els boscos de les illes Filipines. Considerat sovint una subespècie de Treron pompadora.